# Ligne claire

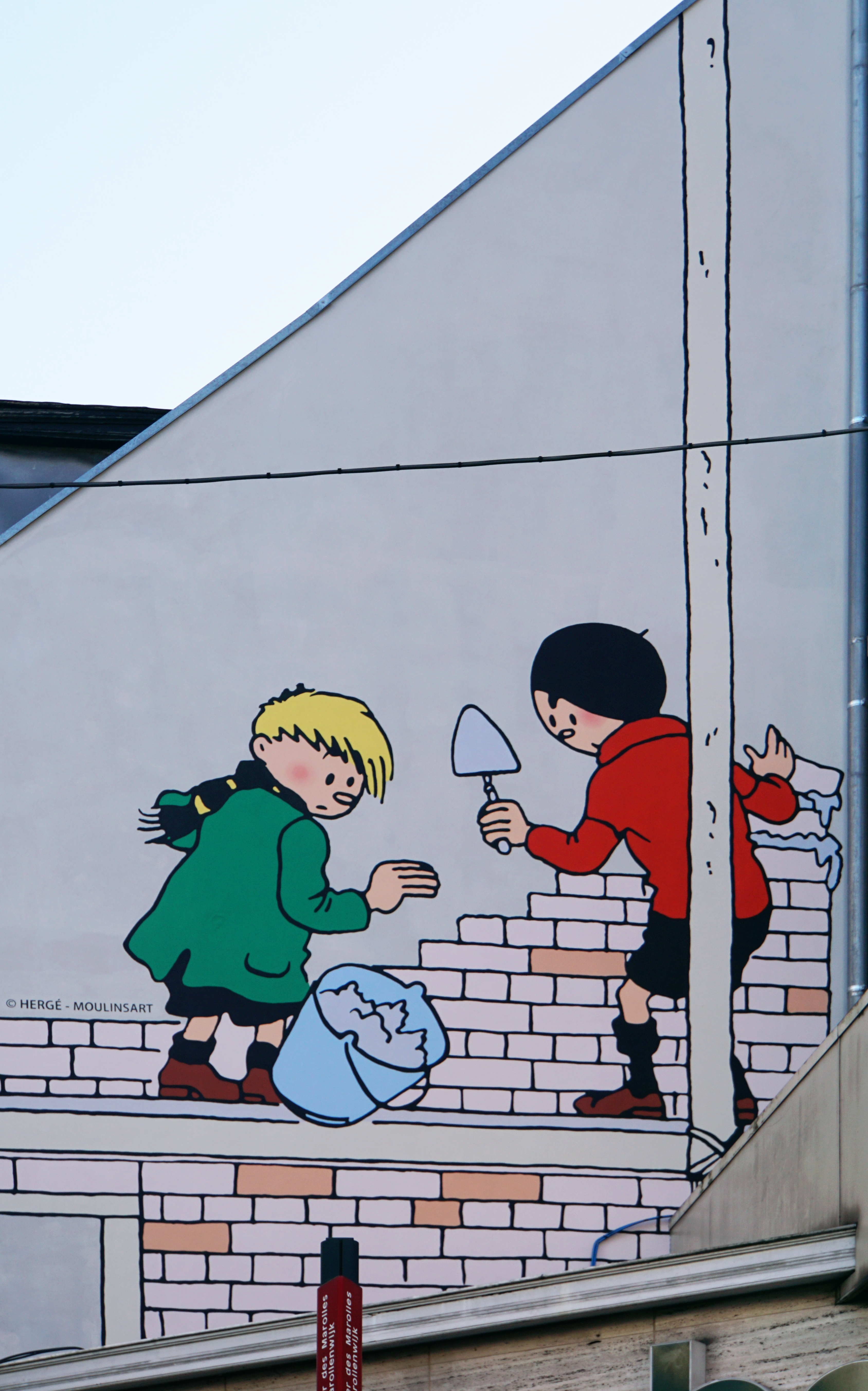
Beispiel für Ligne claire (Wandgemälde in Brüssel nach Hergés Stups und Steppke)

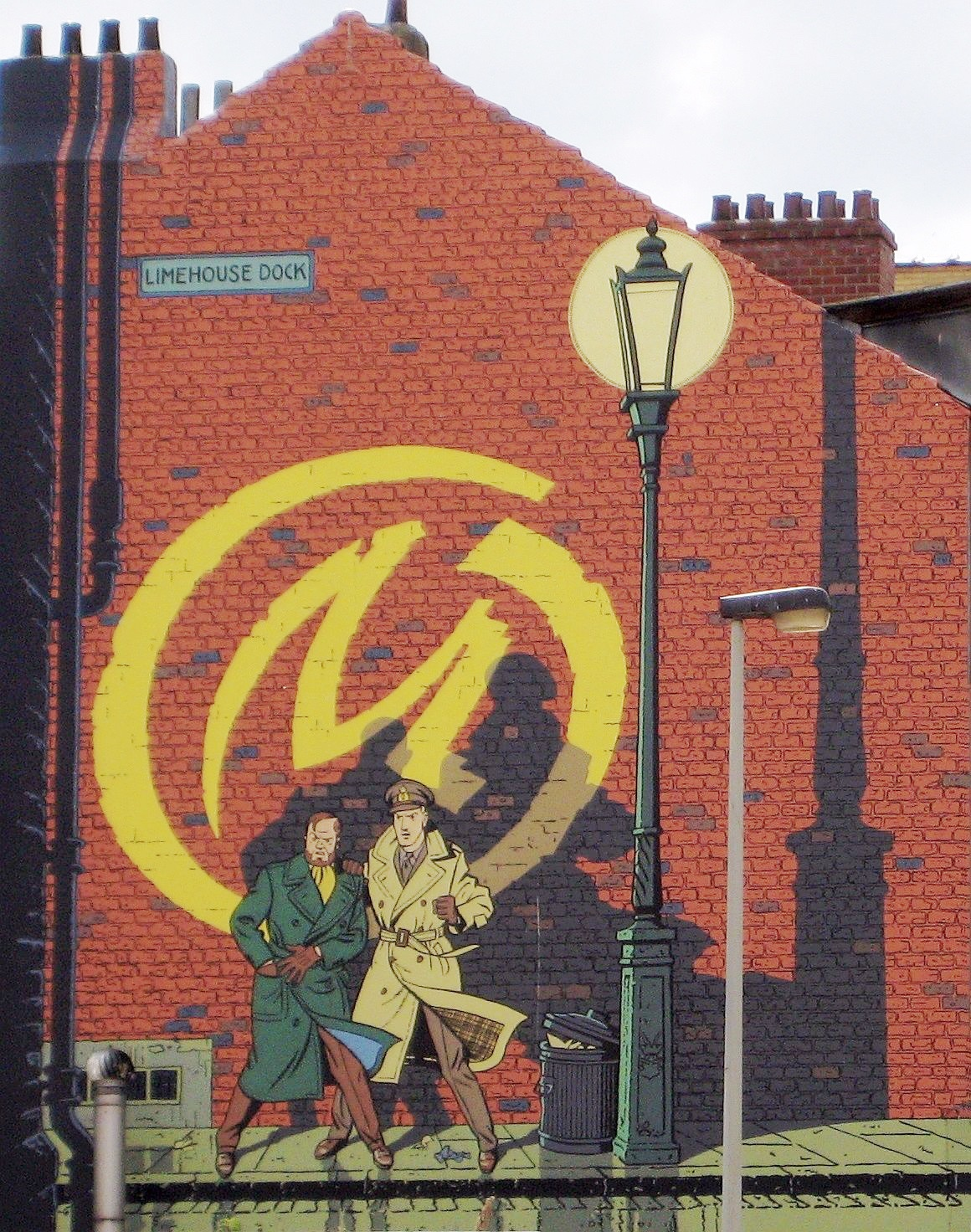
Ein aufwendigerer Ligne-claire-Stil (Wandgemälde der Figuren Blake und Mortimer von E. P. Jacobs)

Als Ligne claire (französisch Klare Linie) bezeichnet man eine Stilrichtung im frankobelgischen Comic. Der Begriff wurde 1976 von Joost Swarte für den Zeichenstil Hergés eingeführt.

## Herkunft des Begriffs
Am 20. Dezember 1976 fand eine Vorbesprechung der Ausstellung Kuifje in Rotterdam statt. Beteiligte waren Joost Swarte, Har Brok und Ernst Pommerel. Dabei wurde der Begriff De klare Lijn von Swarte eingeführt und als Titel eines der vier Begleitkataloge zur Ausstellung fest gelegt. Ursprünglich beschränkte er sich auf eine rein bildästhetische Tradition, bei der Hergé der Fixpunkt war. Von ihm ausgehend wurden aber auch Vorläufer (Alain Saint-Organ, George McManus), Mitarbeiter (E. P. Jacobs, Jacques Martin, Bob De Moor) und Nachfolger (Theo van den Boogaard, Joost Swarte u. a.) Hergés, sowie Zeichner, die sich ihn zum Vorbild nahmen (Jijé, Maurice Tillieux), mit gemeint. Der Begriff Klare Lijn umfasste zunächst auch noch Plagiatoren und Bewunderer, die sich Hergés Streben nach gründlicher Recherche und penibler Dokumentation zum Vorbild nahmen, in graphischer und/oder erzählerischen Belangen aber wenig bis gar keine Übereinstimmung mit ihm hatten. Dadurch hatte der Begriff eine gewisse Willkürlich-, wenn nicht gar Beliebigkeit.
Bei einer weiteren Besprechung, die in Brüssel im Januar 1977 folgte, war auch Hergé selbst beteiligt. Dabei wies dieser auf den „Lesbarkeitsaspekt“ seiner Arbeiten hin, wobei Lesbarkeit nicht nur die Bildsprache betreffe, sondern ausdrücklich auch die Narration einschließe, was der klaren Lijn eine zusätzliche Dimension gab.
Mit dem 1983 bei Magic Strip erschienenen Buch Les Heritiers d'Hergé verfasste Bruno Lecigne dann das Grundlagenwerk zur Ligne claire.

## Definition und Begriffsetablierung
1990 wurde vom Institut für Jugendbuchforschung der Johann Wolfgang Goethe-Universität eine Definition der Ligne claire erstellt und von Bernd Dolle-Weinkauff, Mitarbeiter des Instituts, in seinem Standardwerk über Comics Comics. Geschichte einer populären Literaturform in Deutschland seit 1945 veröffentlicht. Diese beschreibt die Ligne claire als von Hergé „begründete stilistische Richtung der Comic-Erzählung“, die sich „durch Verwendung schmaler Umrißlinien, weitgehenden Verzicht auf Schattierung, Raster oder Schraffuren, sorgfältige Einzelbildkompositionen und eine variantenreiche, doch nie manieristische Gestaltung der Sequenzen“ auszeichnet. Nachrangig folgt in der Definition der erzählerische Aspekt: „Der Terminus L. bezieht sich jedoch nicht nur auf die zeichnerische Ausführung, sondern meint ebenso eine gradlinige Erzählweise ohne Exkurse, unterschiedliche Zeitebenen, konkurrierende Szenen oder Protagonisten.“
Spätestens mit dieser Definition wurde der Begriff in seiner französischen Version „Ligne claire“, statt der ursprünglichen, niederländischen De klare Lijn, in der deutschen Comicfachliteratur etabliert. Auch wenn Volker Hamann das 1991 erschienene Begleitheft zur Comic Reddition Nr. 18 noch mit der eingedeutschten Fassung Die klare Linie betitelte, konnte sich diese Version nicht durchsetzen und in späteren Ausgaben der Reddition schreibt auch Hamann selbst von der „Ligne claire“.

## Weitere Begrifflichkeiten
An den Begriff der Ligne claire sind eine Reihe weitere Bezeichnungen gekoppelt, so die „Brüsseler Schule“, „belgische Schule“, „Schule Hergé“ und „Stil Hergé“. In der Verwendung dieser Begriffe, oft in dem Versuch, Gleiches oder Ähnliches zu erfassen, rein plakativ und inhaltlich synonym benutzt, bleiben sie aber meist verschwommen und beliebig austauschbar. Dabei ist aber zu beachten, dass der historisch zuerst, nämlich bereits zu Beginn der vierziger Jahre aufgekommene Ausdruck „Schule Hergé“, damals durchaus eine konkrete Bedeutung hatte. Er beschrieb das enge Zusammenwirken Hergés mit den seinerzeitigen Mitarbeitern, das 1951 durch die Gründung des Studios Hergé institutionalisiert wurde. Später wurde „Schule Hergé“ aber durchaus unterschiedlich gesehen: Während Bruno Lecigne ihn so weit fasste, dass er alle in der bildästhetischen Tradition Hergés stehenden Künstler, auch die der jüngeren Generation der Nouvelle Ligne claire-Zeichner umfasste, begrenzten andere Kritiker, so Har Brok, den Begriff auf das Umfeld der Studios Hergé.
Auch der Begriff der „Brüsseler Schule“ hat abseits seiner schwammigen oder synonym zur Ligne claire benutzten Verwendung eine konkrete Bedeutung: Viele Zeichner, die unter Hergés Einfluss ihre Karriere begannen, haben sich später von der Ligne claire wieder stilistisch entfernt. So ist Edgar P. Jacobs ganz bewusst realistischer geworden, hat zum Beispiel Licht und Schatten (wieder) naturalistisch eingesetzt und damit Mittel eingesetzt, die es bei Hergé nicht gab. Aber auch Jacques Martin, Tibet oder Paul Cuvelier sind Zeichner, die anfangs geradezu „Hergé-hörig“ waren, dann aber im Laufe ihrer Karriere eigene Stilmittel fanden. Für diese Zeichner fand Martin den Begriff „Brüsseler Schule“, der aber weniger eine stilistische Zugehörigkeit beschreibt, sondern mehr für die räumlichen und arbeitstechnischen Gegebenheiten steht. Diese Gruppe der „Brüsseler Schule“ hat dabei im wahrsten Sinne des Wortes Schule gemacht und gilt heute als eine Wiege des modernen frankobelgischen Comic.

## Kennzeichnende Merkmale
- Umrisse aller Figuren und Gegenstände mit schmalen schwarzem Konturstrich
- Flache Kolorierung mit einfarbigen, stark vereinfachenden Farbflächen, etwa werden Falten in Textilien mit schwarzem Konturstrich dargestellt statt mit Farbschattierung
- Weitgehender Verzicht auf Schraffuren oder Schatten, die Zeichnungen wirken dadurch simplifiziert
- Die Mimik handelnder Personen wird oft abstrahierend vereinfacht. Laut dem Comiczeichner und -theoretiker Scott McCloud erleichtert der dadurch größere Interpretationsspielraum dem Leser die Identifikation mit dem Charakter.[7] Dabei können sich abstrahierte Personen vor einem realistisch gezeichneten Hintergrund abheben

## Zeichner der Ligne claire
Neben Hergé gelten vor allem auch seine früheren Mitarbeiter Jacques Martin (Alix), E. P. Jacobs (Blake und Mortimer) und Bob De Moor (Barelli) als Vertreter der klassischen Ligne claire. Zu den modernen Vertretern kann man unter anderem André Juillard, Frank Le Gall, Jacques Tardi, Theo van den Boogaard und Vittorio Giardino zählen.
Auch Yves Chaland verwendete die Ligne claire. Er wandelte sie in den 1980er Jahren zu seinem eigenen Stil ab. Dieser wird als „Atomstil“ bezeichnet und beschäftigt sich visuell mit den 1950er Jahren. Bekannt ist der Stil aus der Serie Freddy Lombard.

## Abgrenzung zu anderen Stilen
Da die Pioniere der Ligne claire ihr Forum vorwiegend in der Comiczeitschrift Tintin fanden, diente der Begriff zeitweilig auch zur Abgrenzung gegen das konkurrierende Magazin Spirou, dessen vorherrschender Stil unter dem Begriff „École Marcinelle“ zusammengefasst wird. Diese stilistische Grenze zwischen den Verlagshäusern hat sich jedoch mit der Zeit verwischt, da beispielsweise prägende Zeichner der École Marcinelle wie André Franquin und Peyo gelegentlich auch für Tintin arbeiteten. Auch haben Vertreter beider Schulen Stilelemente des jeweils anderen Lagers aufgegriffen.